# Caryocar amygdaliforme
Caryocar amygdaliforme är en tvåhjärtbladig växtart som beskrevs av George Don jr. Caryocar amygdaliforme ingår i släktet Caryocar och familjen Caryocaraceae. IUCN kategoriserar arten globalt som starkt hotad. Inga underarter finns listade i Catalogue of Life.